# Brent Szurdoki
Brent Miklos Szurdoki, né le 18 septembre 1996 à Roodepoort, est un nageur sud-africain. 

## Carrière
Brent Szurdoki obtient la médaille d'or du 4 x 200 mètres nage libre ainsi que la médaille de bronze du 1 500 mètres nage libre aux Jeux africains de 2015 à Brazzaville.
Il est ensuite médaillé d'or du 1 500 mètres nage libre et du 4 x 200 mètres nage libre et médaillé d'argent du 800 mètres nage libre aux Championnats d'Afrique de natation 2016 à Bloemfontein.
Aux Jeux africains de 2019 à Casablanca, il remporte la médaille d'argent du 4 x 200 mètres nage libre.